# Lindsaea guianensis
Lindsaea guianensis är en ormbunkeart. Lindsaea guianensis ingår i släktet Lindsaea och familjen Lindsaeaceae.

## Underarter
Arten delas in i följande underarter:
- L. g. guianensis
- L. g. lanceastrum